# Saru (personaggio)
Saru è  un personaggio immaginario dell'universo fantascientifico Star Trek. È protagonista della serie televisiva Star Trek: Discovery ed è inoltre apparso nell'episodio La stella più brillante della serie antologica Star Trek: Short Treks, dove viene interpretato da Doug Jones. L'attore ha inoltre prestato la voce ad alcuni episodi della webserie Star Trek Logs.

## Storia del personaggio
È un ufficiale scientifico della Flotta Stellare, assegnato inizialmente alla Shenzhou e in seguito alla Discovery come primo ufficiale. Successivamente ne diviene il capitano, prima di tornare al suo pianeta natale e cedere il posto a Michael Burnham.
Saru è il primo della sua specie, i Kelpiani, a entrare nella Flotta Stellare e l'attore Doug Jones, in un'intervista, si disse felice di poter conoscere e impersonare un nuovo personaggio appartenente ad una nuova specie e non aver l'onere di dover rappresentarne una già nota e amata dai fan. Per realizzare la sua tipica camminata, Jones si è ispirato, per necessità, alla camminata delle modelle, visti gli stivali che dovette indossare per impersonare Saru, che lo obbligano a camminare sulle punte dei piedi.
I Kelpiani sono una nuova specie creata appositamente per la serie Discovery,  si tratta di umanoidi alti e affusolati dalle movenze aggraziate provenienti dal pianeta Kaminar, molto sensibili, dotati di grandissima empatia verso il prossimo e profonda intelligenza che permette loro di apprendere velocemente ogni nozione, lingua o tecnica, sul loro mondo nativo vengono cacciati da predatori – i Ba’ul un'altra specie senziente tecnologicamente più avanzata – perciò hanno sviluppato la capacità di percepire emotivamente l'avvicinarsi del pericolo e della morte e tale abilità, nonostante siano dotati di forza fisica sovrumana, unita ad un carattere remissivo e fatalista ha dato loro la reputazione di codardi.
In data stellare 1834.2512 (2257), Saru perde i gangli che gli permettono di percepire la morte che si avvicina, fatto che indicava il momento in cui gli appartenenti della sua razza dovevano immolarsi ai predatori Ba’ul per “rinnovarsi” scoprendo però che questa credenza è falsa, creata soltanto per tenere in pugno i Kelpiani. In seguito, negli episodi Il rumore del tuono e Luci e ombre la Discovery aiuterà i Kelpiani a liberarsi dalla predazione e iniziare un percorso di convivenza con la specie predatrice. Al termine della seconda stagione, Saru è tra i membri della Discovery a seguire volontariamente nel futuro Michael Burnham.
Nell'universo dello specchio, Saru è uno schiavo senza nome a bordo della ISS Shenzhou.

## Sviluppo
I produttori definiscono il personaggio come "lo Spock della serie, il Data della serie".

## Interpreti

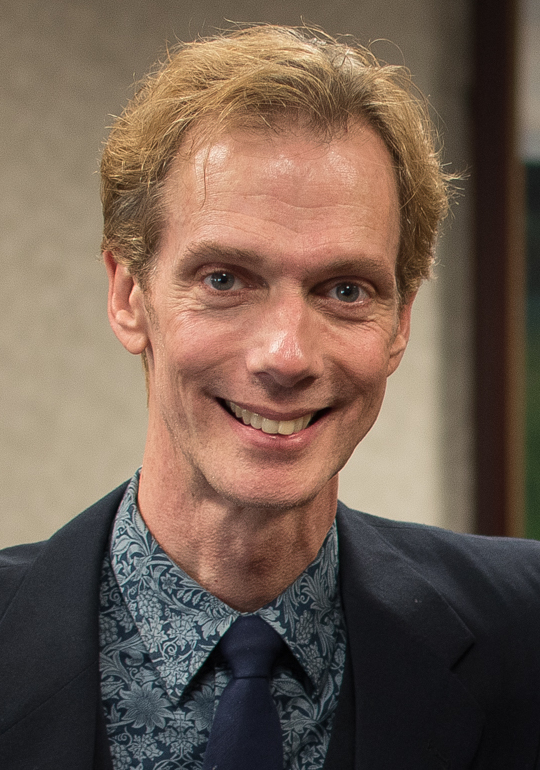
Doug Jones interpreta Saru

L'attore statunitense Doug Jones interpreta Saru nelle serie Star Trek: Discovery e Star Trek: Short Treks. L'attore presta inoltre la voce al personaggio nella webserie Star Trek Logs. Il personaggio è stato doppiato in italiano da Alessio Cigliano.

## Merchandising
- La Mego, storica casa di giocattoli statunitense celebre negli anni settanta per le action figure di personaggi dei supereroi DC Comics e Marvel e di numerosi telefilm, compresa la serie classica di Star Trek, rinata nel 2018 ha commercializzato nella propria linea di action figure da 8" Star Trek alcuni personaggi della serie televisiva Star Trek: Discovery, compreso quello di Saru, che è stato distribuito nel 2020.[10]
- Nel 2022 la Playmates ha realizzato alcune action figure da 5" di personaggi di Star Trek, compresi i personaggi di Saru e Michael Burnham di Star Trek: Discovery.[11]
- La Funko ha realizzato l'action figure di Saru nella propria linea Pop!.

## Filmografia
- Star Trek: Discovery - serie TV, 56 episodi (2017-2024)
- Star Trek: Short Treks - serie TV, episodio 1x03 (2018)
- Star Trek Logs - webserie, 6 episodi (2020-2022)
- Star Trek: Very Short Treks, regia di Aaron Hawkins - miniserie TV, puntate 2, 4 (2023)

## Videogiochi
- Star Trek Online (2010)
- Star Trek Timelines (2016)